# Stop Draggin' My Heart Around
Stop Draggin' My Heart Around è un brano scritto da Tom Petty e Mike Campbell e pubblicato come singolo a 45 giri da Stevie Nicks con Tom Petty and The Heartbreakers l'8 luglio 1981 per l'etichetta Modern, primo estratto dall'album d'esordio Bella Donna. Gli arrangiamenti furono curati da Jimmy Iovine.
Il brano raggiunse il 3º posto nella Billboard Hot 100.
Sul lato B è presente il brano Kind of Woman.
Il brano è stato oggetto di parodia da parte di "Weird Al" Yankovic con il titolo Stop Draggin My Car Around nell'album di debutto omonimo.

## Tracce
Lato A
- Stop Draggin' My Heart Around - 3:55

Lato B
- Kind of Woman - 4:14